# Festas de Agosto
As Tradicionais Festas em Honra de Nossa Senhora da Conceição, também denominadas como Festas de Agosto ou Fêra, são as principais festas da vila de Barrancos no baixo Alentejo, são das mais famosas de Portugal uma vez que apenas nestas Festas é permitido desde 2002 a morte do touro na arena.
São realizadas anualmente, apenas legais desde 2002, após a alteração do Decreto 15355 de 1928, atraem milhares de visitantes à pacata vila de Barrancos que durante os últimos dias de Agosto agita-se mais.
Não se sabe desde que tempo estas festas existem, não existe qualquer registo nem data do seu inicio mas calcula-se que tivessem o seu inicio quando a Vila de Barrancos se fixou no atual local da vila depois de uma praga na Vila de Noudar antiga vila de Barrancos.
As Festas têm uma mistura de Culto à Igreja e ao mesmo tempo espectáculo tauromáquico, nos anos anteriores à legalização a vila recebia ainda mais pessoas do que atualmente, devido ao desconhecimento e à fuga das leis. Nesse tempo não era possível obter qualquer registo fotográfico uma vez que era ilegal quem fosse apanhado com uma máquina a tirar fotografias a policia retirava a máquina, depois de a Festa acabar todos os anos anteriores à lei, a Comissão de Festas desse ano era chamada a tribunal e era punida, mas isto nunca afetou a população de gozar das suas Festas até que em 2002, depois de muitos rumores a população foi até Lisboa na sua grande quantidade até à Assembleia da Republica numa manifestação para a legalização depois de várias polémicas incluindo com canais de televisão publica o governo atribuiu a exceção a Barrancos que desde 2002 vê as suas Festas como sendo epicentro do pais por uns meros 4 dias que são vividos por milhares de pessoas.